# Sigma Huda
Sigma Huda, née en 1945 dans la Présidence du Bengale (Raj britannique) et morte le 17 juillet 2024, est une avocate bangladaise et épouse de l'ancien ministre du gouvernement du Parti nationaliste du Bangladesh et avocat Nazmul Huda.

## Avocate
Huda était l'avocate d'Anup Chetia alias Golap Barua, un dirigeant du Front uni de libération de l'Assam qui a demandé l'asile au Bangladesh.

## Militantisme
Depuis 2004, Huda est rapporteur spécial des Nations unies sur la traite des êtres humains. Elle est également connue pour ses opinions sur la prostitution.

## Emprisonnement
En 2007, Huda a été traduite devant un tribunal bangladais sur des accusations de corruption déposées par la Commission anti-corruption, après quoi elle a été condamnée à trois ans d'emprisonnement en tant que complice d'un pot-de-vin d'un montant de 2,40 crores takas (environ 400 000 $ US) pour lequel elle a été reconnue coupable d'abus de pouvoir et de corruption.
Le rapporteur spécial de l'ONU sur l'indépendance des juges et des avocats a publié une déclaration le 2 septembre 2007, exprimant sa préoccupation quant au fait que Huda n'ait pas bénéficié d'un procès équitable. Il a déclaré avoir reçu des informations indiquant que le droit à une représentation légale et l'indépendance du tribunal avaient été gravement ignorés lors de son procès. « Les avocats de la défense se sont sentis sous pression, ils n'ont pas eu la possibilité de lui rendre visite en prison et n'ont pu la rencontrer qu'à la fin des audiences. Ils ont également eu des difficultés à accéder aux dossiers et autres informations pertinentes, compromettant ainsi leur capacité à assurer une défense adéquate. »

## Vie privée
Sigma Huda est mariée à l'avocat Nazmul Huda, ancien ministre du Parti nationaliste du Bangladesh, ancien chef du Bangladesh Nationalist Front (BNF), de l'Alliance nationale (NA) et chef du Bangladesh Manabadhikar Party (BMP),.